# 関貴星
関 貴星（せき きせい、旧名：呉 貴星、1914年（大正3年）12月 - 1986年（昭和61年））は、在日韓国人（のちに日本国籍取得）の政治運動家。在日本朝鮮人総連合会（朝鮮総連）岡山県本部議長、中央本部財政委員。日本で最初に朝鮮民主主義人民共和国（北朝鮮）の実情を告発した『楽園の夢破れて――北朝鮮の真相』『真っ二つの祖国――続・楽園の夢破れて』を著した。

## 経歴
全羅南道順天郡（現在の順天市）に生まれる。1930年（昭和5年）、順天の農業補習学校でストライキを首謀し、特高に捕まる。
1946年（昭和21年）2月～1947年（昭和22年）5月、在日本朝鮮人連盟岡山支部経済部長。1951年（昭和26年）7月、日ソ協会岡山県支部連合会理事。1951年（昭和26年）11月、関貫一郎、ウシエ夫妻と養子縁組、日本国籍を取得し、関貴星となる。1951年（昭和26年）9月～1955年（昭和30年）4月、日本共産党岡山県委員会民族対策部財政委員。1955年（昭和30年）6月～1956年（昭和31年）5月、在日本朝鮮人総連合会（朝鮮総連）岡山県本部議長。1959年（昭和34年）7月、朝鮮総連中央本部財政委員。この間、在日本朝鮮人商工連合会理事、岡山県朝鮮人商工会理事長、岡山朝鮮人学校管理組合副組合長なども務めた。
1957年（昭和32年）、北朝鮮を訪問した。
1960年（昭和35年）8月3日、関ら「8.15朝鮮解放15周年慶祝訪朝日朝協会使節団」は羽田空港を出発。香港、中国に滞在したのち、同月13日に北朝鮮に到着した。使節団の団長は元参議院議員の安部キミ子。使節団のメンバーはほかに中村英男、大和与一、寺尾五郎、田村茂らがいた。25日間、北朝鮮の様子を注意深く視察し、北朝鮮帰国者の身に生じている厳しい現実を察知し、「地上の楽園」という宣伝の虚偽を知って自らの信念を崩され、愕然としつつ日本に帰国した。その後数日間「私が心に抱いてきた15年の理想が、無残にも一朝の夢と破り去られた傷心から」ひとり懊悩の日を送った、という。しばらくして関は、帰国事業をこのまま続けることは多くの在日同胞をだまし、不幸な結果をもたらすことになることが明らかであり、
「朝総連の最高幹部数人に個別に面会し、私がこの目で見た北鮮の真相を説明し、より高度な民族精神、祖国愛に立って、事態を慎重に検討し、冷静に批判しあわなければならない」
「そして当面の急務としては、いま行われている同胞の帰国に対して、従来のようなギマン的宣伝、虚偽の報道を即刻やめ帰国する人が進んで祖国建設の戦士たり得るような、物心両面の準備と、心構えをまずもたせなければならない」
と行動した。
「しかるにこの私の善意は無惨にも踏みにじられ、朝総連組織にとって、不利になるとの偏向と、あらゆる事実の発覚を恐れ、朝総連指導層の一部の無知な者達が、逆に私をスパイ、反動、反逆、裏切などの汚名を負わせた。その上無謀にも全国組織力をもって一ペンに封殺しようと、下劣な手段に出たのである。」
1962年（昭和37年）3月20日、『楽園の夢破れて』を全貌社より出版した。続いて1963年（昭和38年）に『真っ二つの祖国』を出版した。
1986年（昭和61年）、脳溢血で死去。
1997年（平成9年）3月、亜紀書房より、北朝鮮帰国者の生命と人権を守る会関西支部編で萩原遼の解説を付し『楽園の夢破れて』復刻版出版。2003年（平成15年）3月、河出書房新社より『楽園の夢破れて』、『真っ二つの祖国』をあわせて再編集された宮崎学監修『北朝鮮1960――総連幹部・最初の告発』刊行。
娘は『パンソリに想い秘めるとき ある在日家族のあゆみ』（学生社、2007年（平成19年）11月）などを著した作家の呉文子、娘婿が『季刊三千里』誌の編集長や和光大学教授などを務めた歴史学者の李進煕。